# (73477) 2002 PQ14
(73477) 2002 PQ14 – planetoida z pasa głównego asteroid okrążająca Słońce w ciągu 5,54 lat w średniej odległości 3,13 j.a. Odkryta 6 sierpnia 2002 roku.